# Hetaeria elata
Hetaeria elata är en orkidéart som beskrevs av Joseph Dalton Hooker. Hetaeria elata ingår i släktet Hetaeria och familjen orkidéer. Inga underarter finns listade i Catalogue of Life.